# Piotr Hojka
Piotr Hojka (* 12. Juni 1984 in Bydgoszcz, Polen) ist ein polnischer Ruderer.

## Karriere
Hojka begann mit dem Rudersport im Jahr 1999, er konnte sich zunächst aber nicht in der Juniorenklasse für internationale Wettkämpfe empfehlen. Erst 2004 startete er zum ersten Mal international bei den Weltmeisterschaften der U23-Altersklasse im polnischen Posen, er belegte dabei Platz 6 im Vierer mit Steuermann. In den beiden folgenden Jahren verblieb er im Nachwuchsbereich, startete dabei jeweils im polnischen Nachwuchsachter ohne Medaillenerfolg.
Im Jahr 2007 etablierte Hojka sich in der Altersklasse der Erwachsenen, startete erstmals auch beim Ruder-Weltcup im polnischen Achter. Er konnte sich jedoch noch keinen festen Platz in der Top-Mannschaft sichern und startete später im Jahr mit Jarosław Godek im Zweier ohne Steuermann beim Weltcup sowie bei den Weltmeisterschaften in München und den wiedereingeführten Europameisterschaften in Posen. Bei den europäischen Titelkämpfen gewann das Duo die Silbermedaille. Auch in der olympischen Saison ruderten Godek und Hojka gemeinsam im Zweier-ohne. Nach den Weltcups ruderten sie bei den Olympischen Sommerspielen 2008 allerdings auf den letzten und 14. Platz im Feld, auch bei den anschließenden Europameisterschaften in Athen waren sie mit dem 6. Platz nicht erfolgreich.
Im neuen Olympiazyklus wurden im polnischen Achter einige Plätze frei. Hojka konnte sich dabei als neue Stammkraft etablieren und in der Folge einige EM-Medaillen und -Titel gewinnen. Bei den Europameisterschaften 2009 in Weißrussland wurde die Mannschaft erstmals Europameister, 2010 folgte eine EM-Silbermedaille. Die europäischen Titelkämpfe 2011 und 2012 gewann der polnische Achter mit Hojka an Bord ebenfalls. Bei den Weltmeisterschaften war man nicht derart erfolgreich und belegte Platz 4 bei den Titelkämpfen 2009 in Posen, Platz 8 im Jahr 2010 und einen weiteren fünften Platz in der vorolympischen Saison 2011. Im Jahr 2012 konnte Hojka mit dem Achter zum zweiten Mal an den Olympischen Sommerspielen teilnehmen. In London verpasste die Mannschaft mit Marcin Brzeziński, Piotr Juszczak, Mikołaj Burda, Piotr Hojka, Zbigniew Schodowski, Michał Szpakowski, Krystian Aranowski, Rafał Hejmej und Steuermann Daniel Trojanowski allerdings das Finale und belegte Platz 7.
Auch nach den Spielen in Großbritannien setzte Hojka seine Karriere zunächst im polnischen Achter fort. Bei den Europameisterschaften 2013 erreichte er Silber, außerdem ruderte die Mannschaft auf zwei vierte Plätze bei den Weltmeisterschaften 2013 und Europameisterschaften 2014. Danach wurde Hojka aus dem Achter verdrängt, bereits bei den Weltmeisterschaften 2014 in Amsterdam musste er im schwächeren Vierer-ohne Platz nehmen, der lediglich Platz 16 erreichte. Bei zwei weiteren internationalen Starts im Vierer-ohne und Zweier-ohne bei EM und WM 2015 gelang ebenfalls kein Erfolg.
Hojka startet für die Vereine Bydgostia Bydgoszcz und AZS-AWF Gorzów Wielkopolski. Bei einer Körperhöhe von 2,02 m beträgt sein Wettkampfgewicht rund 103 kg.